# Resolution 541 des UN-Sicherheitsrates
Die Resolution 541 des UN-Sicherheitsrates vom 18. November 1983 befasst sich mit der Situation in Zypern.
Am 15. November 1983 hatte der türkisch-zypriotische Politiker Rauf Denktaş im von den türkischen Streitkräften seit dem 20. Juli 1974 in der Operation Atilla militärisch besetzten Norden der Mittelmeerinsel Zypern die Türkische Republik Nordzypern proklamiert, nachdem griechische Putschisten den Anschluss Zyperns an Griechenland durchsetzen wollten. Drei Tage später, am 18. November 1983, befasste sich der Sicherheitsrat der Vereinten Nationen mit der politischen Situation in Zypern und verabschiedete während dieser seiner 2500. Sitzung mit 13 Stimmen, einer Gegenstimme (Pakistan) und 1 Enthaltung (Jordanien) folgende Resolution:

## Resolutionstext
Der Sicherheitsrat,
- nachdem er die Ausführungen des Außenministers der Regierung der Republik Zypern gehört hat,
- besorgt über die Erklärung der türkisch-zypriotischen Behörden vom 15. November 1983, die besagt, dass ein unabhängiger Staat im Norden Zyperns geschaffen werden soll,
- in Anbetracht der Tatsache, dass diese Erklärung mit dem Abkommen von 1960 zur Gründung der Republik Zypern und dem Garantieabkommen von 1960 nicht vereinbar ist,
- daraus folgernd, dass der Versuch, eine „Türkische Republik Nordzypern“ zu gründen ungültig ist, und zu einer Verschlechterung der Situation in Zypern beitragen wird,
- in Bekräftigung seiner Resolutionen 365 (1974) und 367 (1975),
- im Bewusstsein der Notwendigkeit einer Lösung des Zypernproblems auf der Grundlage der Mission der Guten Dienste des Generalsekretärs,
- unter Betonung seiner anhaltenden Unterstützung für die UN-Friedenstruppe in Zypern,
- mit Kenntnis der Erklärung des UN-Generalsekretärs vom 17. November 1983,

1. bedauert die Erklärung der türkisch-zypriotischen Behörden bezüglich der angeblichen Abspaltung eines Teils der Republik Zypern,
2. betrachtet die oben genannte Erklärung als rechtlich ungültig und fordert ihre Rücknahme,
3. fordert eine dringende und wirksame Umsetzung seiner Resolutionen 365 (1974) und 367 (1975),
4. ersucht den Generalsekretär in seinen Bemühungen fortzufahren, damit so bald wie möglich Fortschritte hin zu einer gerechten und dauerhaften Lösung auf Zypern erzielt werden können,
5. fordert die betroffenen Parteien zur Zusammenarbeit mit dem Generalsekretär in seinen Bemühungen auf,
6. fordert alle Staaten auf, die Souveränität, Unabhängigkeit, territoriale Integrität und Blockfreiheit der Republik Zypern zu respektieren,
7. fordert alle Staaten auf, keinen anderen zyprischen Staat als die Republik Zypern anzuerkennen,
8. fordert alle Staaten und die beiden Volksgruppen auf, von jeglichen Handlungen abzusehen, welche die Lage verschärfen könnten,
9. ersucht den Generalsekretär, den Sicherheitsrat auf dem Laufenden zu halten.